# Windkraftanlage Rębielice Królewskie
Die Windkraftanlage in Rębielice Królewskie ist eine Windkraftanlage zur elektrischen Energieerzeugung in Polen. Sie wurde von Józef Antos (geb. 1932) 25 Jahre lang geplant und 2003 errichtet. Sie hat eine Gesamthöhe von 54 Metern, wobei der Rotor aus 280 Einzelflächen besteht und einen Durchmesser von 32 Metern hat. Die Anlage wiegt 240 Tonnen und begann im Jahre 2004 elektrischen Strom zu erzeugen.
Der Konstrukteur steht wegen des von ihm entwickelten Windkraftkonzepts in Kontakt mit dem Institut für Energietechnik sowie der Universität für Wissenschaft und Technologie in Krakau.